# Menippe
Menippe là một chi cua thực thụ trong họ Menippidae. Một loài nổi tiếng nhất trong chi này còn được biết với tên gọi cua đá Floria (Menippe mercenaria), phần lớn các loài trong chi này được tìm thấy ở vùng biển Đại Tây Dương

## Các loài
Chi này gồm các loài sau đây đã được ghi nhận:
- Menippe adina Williams & Felder, 1986
- †Menippe brevimanus Rathbun, 1945
- †Menippe burnsi Rathbun, 1935
- †Menippe cretacea Rathbun, 1935
- †Menippe floridana Rathbun, 1935
- †Menippe frescoensis Remy, 1960
- Menippe frontalis A. Milne-Edwards, 1879
- Menippe hirtipes (Lucas in Jacquinot & Lucas, 1853)
- †Menippe jacksonensis Rathbun, 1935
- Menippe mercenaria (Say, 1818)
- Menippe nodifrons Stimpson, 1859
- Menippe obtusa Stimpson, 1859
- †Menippe oceanica Rathbun, 1945
- Menippe rumphii (Fabricius, 1798)
- †Menippe zoque (Vega, Feldmann, García-Barrera, Filkorn, Pimentel & Avendano, 2001)